# Günter Perl

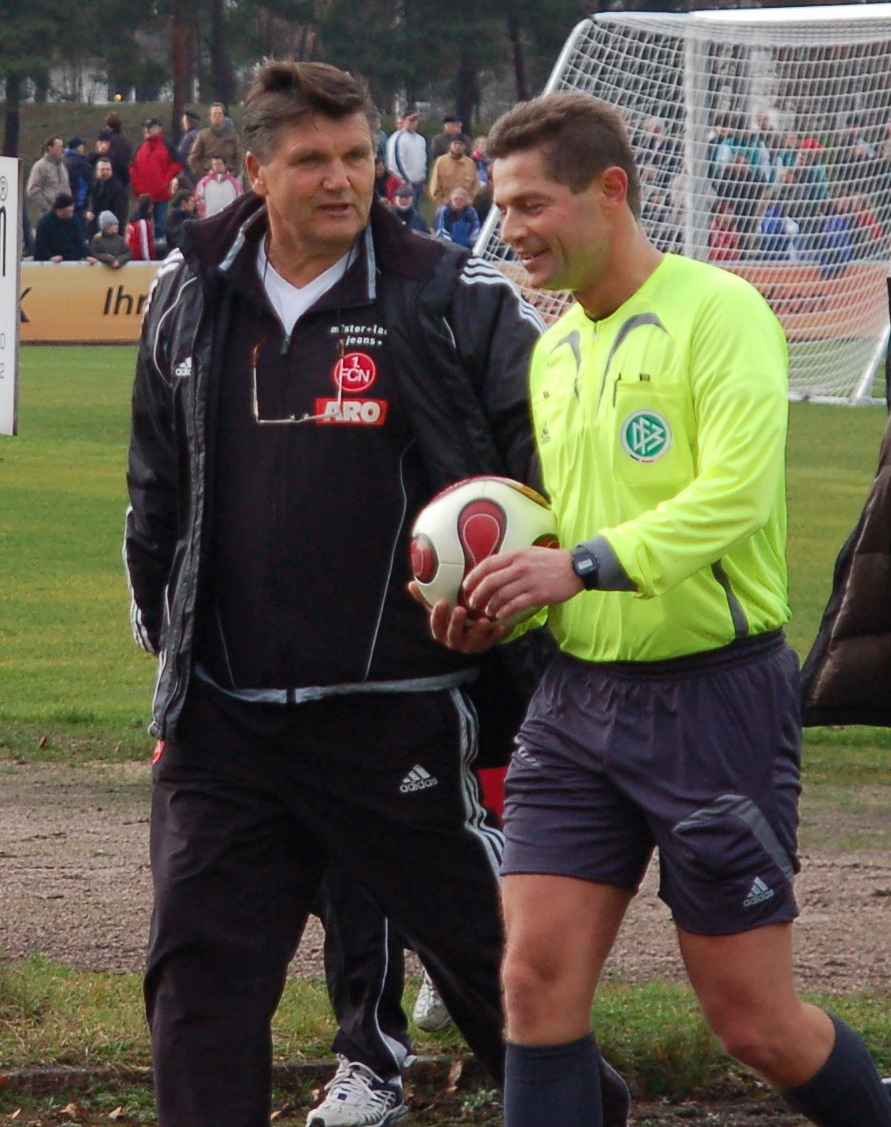
Perl (r) en Hans Meyer

Günter Perl (München, 23 december 1969) is een Duits voetbalscheidsrechter. Sinds 1996 fluit hij voor de Duitse voetbalbond in verschillende competities. Hij is het meest te zien in de Bundesliga, waar hij sinds 2005 111 wedstrijden floot. In totaal floot hij 209 wedstrijden, trok 581 gele kaarten en 21 rode kaarten. Naast zijn werk als voetbalscheidsrechter is Perl zakenman. Hij is getrouwd en heeft twee zonen.
Op 23 mei 2012 floot Perl de oefenwedstrijd tussen Bayern München en het Nederlands voetbalelftal. Hij trok gedurende deze wedstrijd geen kaarten.